# Boomhutmuseum
Het Boomhutmuseum is een museum in het Clevia Park in Paramaribo.
In 2017 werd met de bouw van het museum begonnen. De officiële opening vond op 15 augustus 2018 plaats door minister Stephen Tsang van Handel, Industrie en Toerisme. Hij deed dat tegelijk met de aftrap van de landelijke campagne Suriname Think Tourism.
Het museum bestaat uit zes boomhutten, waarbij elke boomhut de geschiedenis vertelt over de komst van een bevolkingsgroep naar Suriname. De zes boomhutten zijn gebouwd in de vorm van een hexagon, wat verwijst naar een effectieve constructie zoals die ook in de natuur voorkomt, bijvoorbeeld in een honingraat. Ook zijn hierdoor alle boomhutten en – symbolisch gezien – alle bevolkingsgroepen met elkaar verbonden. Onder de boomhutten zijn planten ingericht die die bevolkinggroep naar Suriname heeft gebracht. Het geheel vertelt in chronologische volgorde het verhaal van Suriname.

## Galerij
| Entree van het museum |  | Een van de museale boomhutten |
| Entree van het museum |  | Een van de museale boomhutten |